# Aeroporto de Milão-Linate
O Aeroporto de Milão-Linate (IATA: LIN, ICAO: LIML) é um aeródromo italiano localizado na comuna de Peschiera Borromeo, na localidade de Linate, a apenas sete quilômetros do centro de Milão, no norte do país. É o quarto aeroporto italiano por tráfego de passageiros, tendo tido em 2014 um movimento de pouco mais de nove milhões de passageiros. Seu nome oficial é Aeroporto Enrico Forlanini em homenagem ao pioneiro italiano da aviação. O aeroporto dispões de apenas um terminal e de duas pistas.

## Acidentes e incidentes
O Aeroporto Internacional de Linate foi o lugar onde ocorreu o desastre aéreo de Linate, em 8 de outubro de 2001, quando o voo 686 da Scandinavian Airlines, que tinha como destino o Aeroporto de Kastrup, em Copenhague, colidiu com um Cessna 525 CitationJet que, devido ao nevoeiro, acidentalmente tinha entrado em uma pista que já estava em uso. Os 110 ocupantes do avião escandinavo morreram, assim como os quatro do jato particular e quatro trabalhadores em terra.